# Neuillé-le-Lierre
Pour les articles homonymes, voir Neuillé (homonymie).
Neuillé-le-Lierre est une commune française située dans le département d'Indre-et-Loire, en région Centre-Val de Loire.

## Géographie
| Villedômer | Auzouer-en-Touraine | Autrèche              |
|            | Neuillé-le-Lierre   |                       |
| Reugny     |                     | Montreuil-en-Touraine |

### Hydrographie

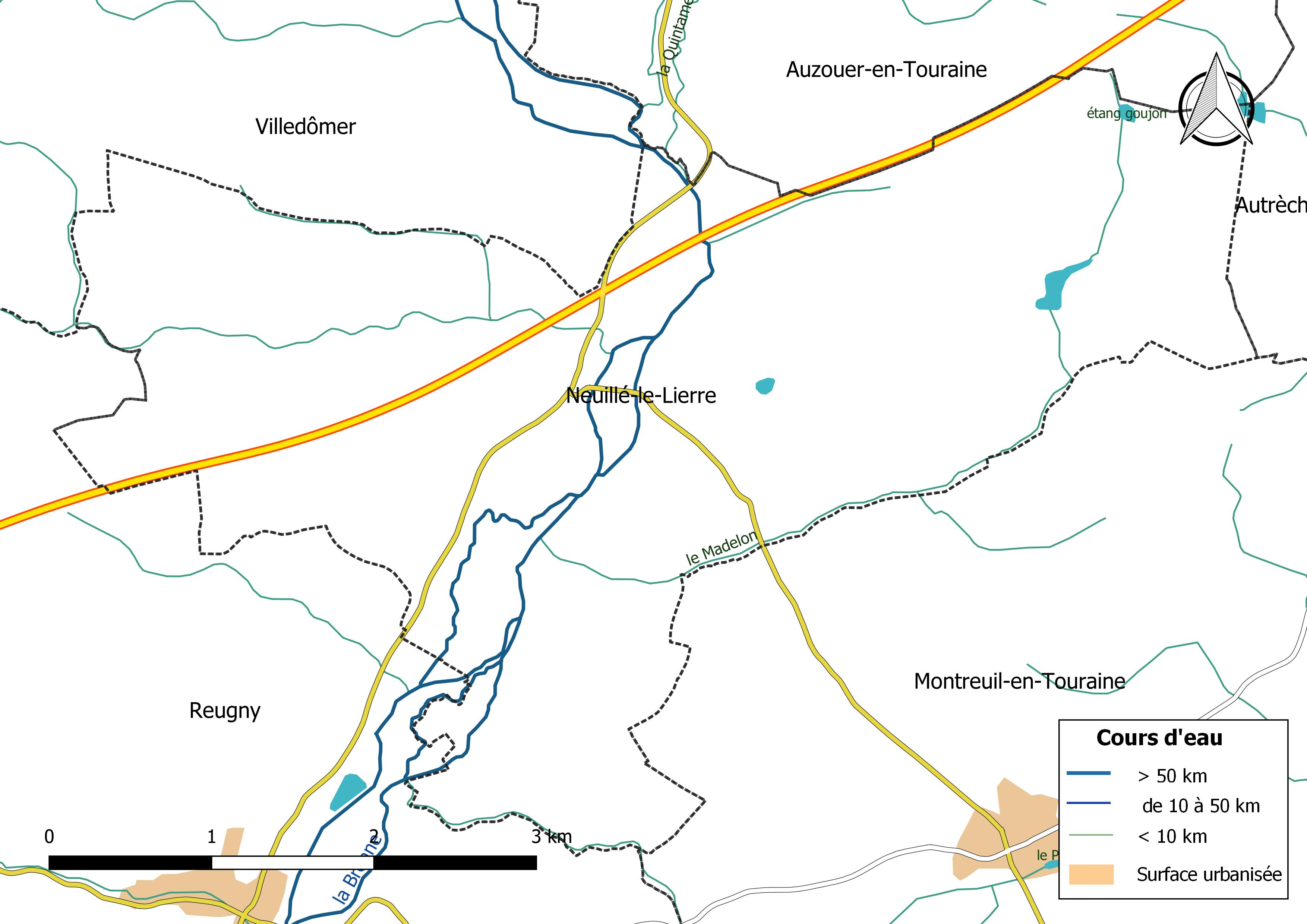
Réseau hydrographique de Neuillé-le-Lierre.

Le réseau hydrographique communal, d'une longueur totale de 22,92 km, comprend un cours d'eau notable, la Brenne (4,765 km), et huit petits cours d'eau dont la Quintame (0,2 km) et le Madelon (5,819 km),.
La Brenne, d'une longueur totale de 54,2 km, prend sa source aux environs du lieu-dit Le Moulin à Vent sur la commune de Pray et se jette dans la Cisse à Vernou-sur-Brenne, à 50 mètres d'altitude, à l'est de Vouvray 15 communes. La station hydrométrique de Villedômer [Bas Villaumay Amont] permet de caractériser les paramètres hydrométriques de la Brenne. Le débit mensuel moyen (calculé sur 51 ans pour cette 127 mètres d'altitudestation) varie de 0,39 m3/s au mois d'août à 2,83 m3/s au mois de février. Le débit instantané maximal observé sur cette station est de 72,6 m3/s le 14 mars 2001, la hauteur maximale relevée a été de 2,08 m ce même jour,.
Sur le plan piscicole, la Brenne est classée en première catégorie piscicole. Le groupe biologique dominant est constitué essentiellement de salmonidés (truite, omble chevalier, ombre commun, huchon).
Trois zones humides ont été répertoriées sur la commune par la direction départementale des territoires (DDT) et le conseil départemental d'Indre-et-Loire : « l'étang du Bois Curé », « la vallée de la Brenne de Château-Renault à Neuillé-le-Lierre » et « l'étang de la Fosse aux Cercles »,.

### Climat
Pour des articles plus généraux, voir Climat du Centre-Val de Loire et Climat d'Indre-et-Loire.
En 2010, le climat de la commune est de type climat océanique dégradé des plaines du Centre et du Nord, selon une étude du CNRS s'appuyant sur une série de données couvrant la période 1971-2000. En 2020, Météo-France publie une typologie des climats de la France métropolitaine dans laquelle la commune est exposée à un climat océanique altéré et est dans la région climatique Moyenne vallée de la Loire, caractérisée par une bonne insolation (1 850 h/an) et un été peu pluvieux.
Pour la période 1971-2000, la température annuelle moyenne est de 11,2 °C, avec une amplitude thermique annuelle de 14,8 °C. Le cumul annuel moyen de précipitations est de 708 mm, avec 11,4 jours de précipitations en janvier et 6,8 jours en juillet. Pour la période 1991-2020, la température moyenne annuelle observée sur la station météorologique de Météo-France la plus proche, sur la commune de Limeray à 11 km à vol d'oiseau, est de 12,2 °C et le cumul annuel moyen de précipitations est de 670,2 mm,. Pour l'avenir, les paramètres climatiques de la commune estimés pour 2050 selon différents scénarios d'émission de gaz à effet de serre sont consultables sur un site dédié publié par Météo-France en novembre 2022.

## Urbanisme

### Typologie
Au 1er janvier 2024, Neuillé-le-Lierre est catégorisée commune rurale à habitat dispersé, selon la nouvelle grille communale de densité à sept niveaux définie par l'Insee en 2022.
Elle est située hors unité urbaine. Par ailleurs la commune fait partie de l'aire d'attraction de Tours, dont elle est une commune de la couronne,. Cette aire, qui regroupe 162 communes, est catégorisée dans les aires de 200 000 à moins de 700 000 habitants,.

### Occupation des sols
L'occupation des sols de la commune, telle qu'elle ressort de la base de données européenne d’occupation biophysique des sols Corine Land Cover (CLC), est marquée par l'importance des territoires agricoles (85,9 % en 2018), une proportion sensiblement équivalente à celle de 1990 (86 %). La répartition détaillée en 2018 est la suivante : 
terres arables (51,1 %), prairies (23,4 %), forêts (14,1 %), zones agricoles hétérogènes (11,4 %). L'évolution de l’occupation des sols de la commune et de ses infrastructures peut être observée sur les différentes représentations cartographiques du territoire : la carte de Cassini (XVIIIe siècle), la carte d'état-major (1820-1866) et les cartes ou photos aériennes de l'IGN pour la période actuelle (1950 à aujourd'hui).

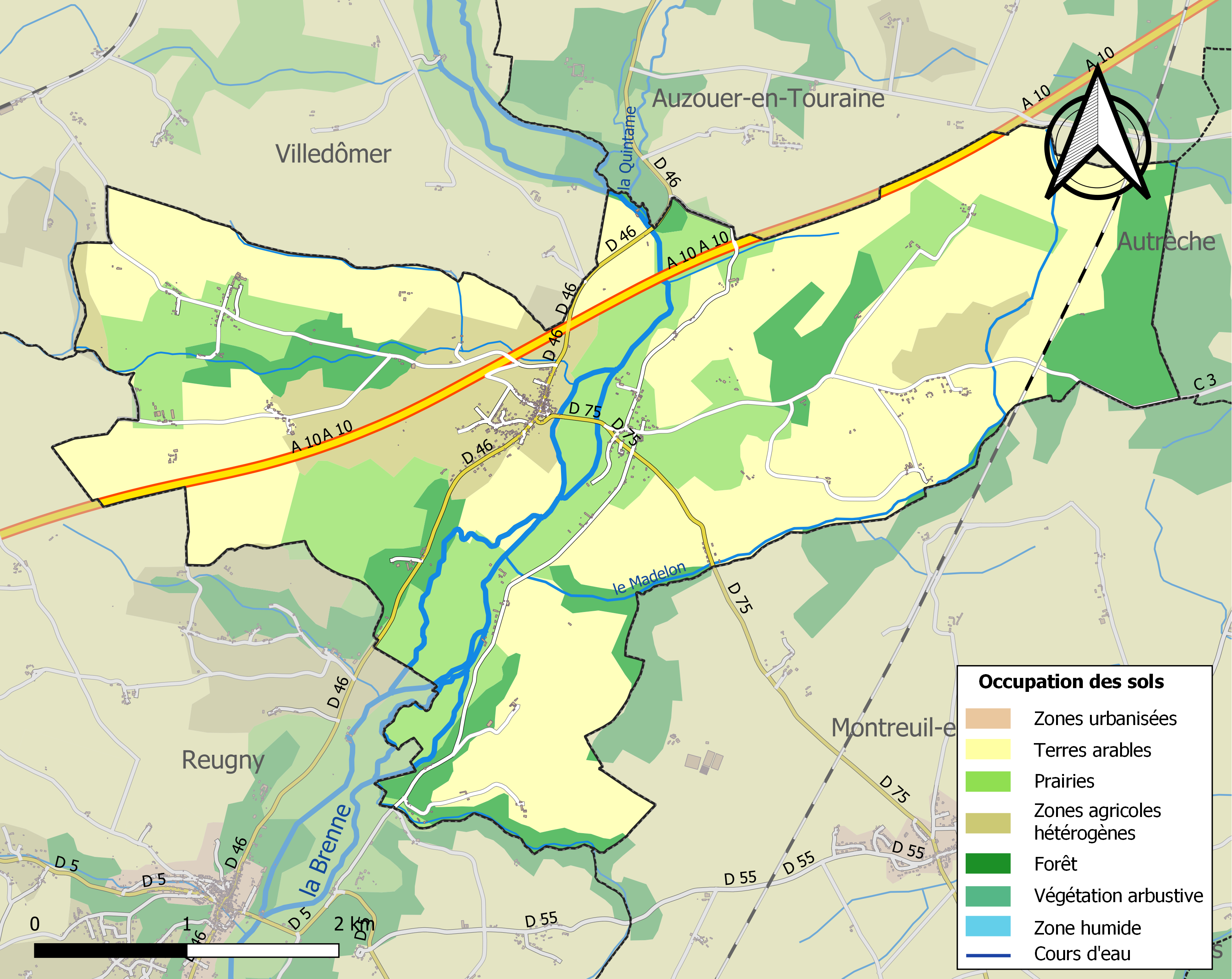
Carte des infrastructures et de l'occupation des sols de la commune en 2018 (CLC).

### Risques majeurs
Le territoire de la commune de Neuillé-le-Lierre est vulnérable à différents aléas naturels : météorologiques (tempête, orage, neige, grand froid, canicule ou sécheresse) et séisme (sismicité très faible). Un site publié par le BRGM permet d'évaluer simplement et rapidement les risques d'un bien localisé soit par son adresse soit par le numéro de sa parcelle.

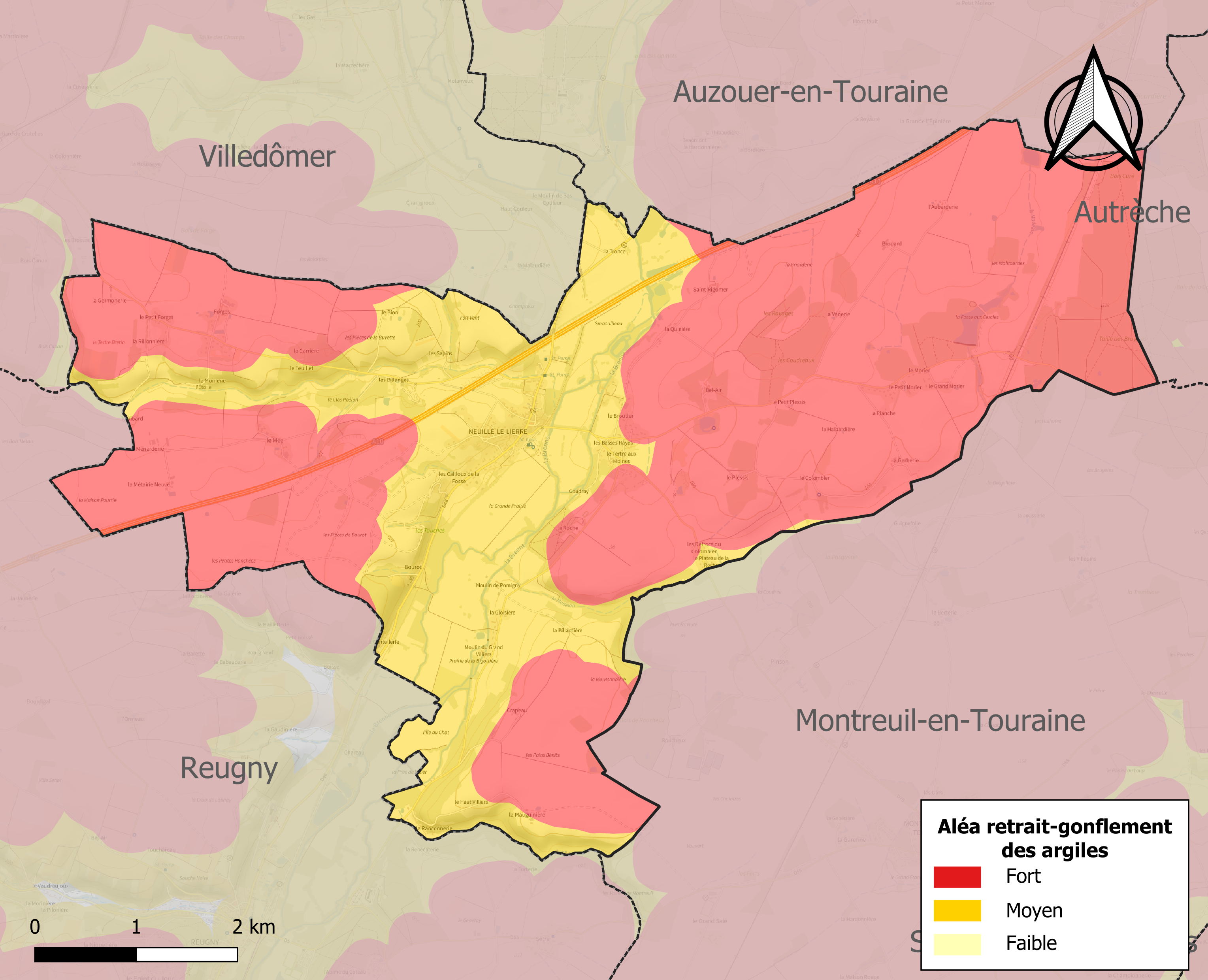
Carte des zones d'aléa retrait-gonflement des sols argileux de Neuillé-le-Lierre.

Le retrait-gonflement des sols argileux est susceptible d'engendrer des dommages importants aux bâtiments en cas d’alternance de périodes de sécheresse et de pluie. La totalité de la commune est en aléa moyen ou fort (90,2 % au niveau départemental et 48,5 % au niveau national). Sur les 359 bâtiments dénombrés sur la commune en 2019, 359 sont en aléa moyen ou fort, soit 100 %, à comparer aux 91 % au niveau départemental et 54 % au niveau national. Une cartographie de l'exposition du territoire national au retrait gonflement des sols argileux est disponible sur le site du BRGM,.
Concernant les mouvements de terrains, la commune a été reconnue en état de catastrophe naturelle au titre des dommages causés par des mouvements de terrain en 1999.

## Histoire
Neuillé-le-Lierre a toujours été très proche des communes de Reugny (ils se partagent les sapeurs-pompiers, la musique lors des défilés, leurs feux d'artifice ne sont jamais le même jour...) et de Montreuil-en-Touraine (l'école : les maternelles sont à Montreuil et les primaires sont à Neuillé).
Un ouvrage consacré à la localité a été publié en 2005 par le professeur Gérard Troupeau, membre de la Société archéologique de Touraine : Neuillé-le-Lierre : Une paroisse tourangelle de l'ancien régime, Éditions CLD, Chambray-lès-Tours, ainsi que plusieurs articles dans le bulletin de cette société savante.

## Politique et administration
| Période                                  | Période          | Identité             | Étiquette | Qualité         |
| ---------------------------------------- | ---------------- | -------------------- | --------- | --------------- |
| 1977                                     | 1995             | Alain Falempin       | SE        |                 |
| 1995                                     | 2001             | François Salle       |           |                 |
| 2001                                     | 2001             | Claude Odier         |           |                 |
| 2001                                     | 2014             | Jean-Pierre Schubert |           |                 |
| 28 mars 2014                             | 29 décembre 2019 | Damien Foratier      | DVD       | Cadre supérieur |
| mai 2020                                 | En cours         | Blandine Benoist     |           |                 |
| Les données manquantes sont à compléter. |                  |                      |           |                 |

## Population et société

### Démographie
L'évolution du nombre d'habitants est connue à travers les recensements de la population effectués dans la commune depuis 1793. Pour les communes de moins de 10 000 habitants, une enquête de recensement portant sur toute la population est réalisée tous les cinq ans, les populations de référence des années intermédiaires étant quant à elles estimées par interpolation ou extrapolation. Pour la commune, le premier recensement exhaustif entrant dans le cadre du nouveau dispositif a été réalisé en 2007.

En 2022, la commune comptait 763 habitants, en évolution de −5,22 % par rapport à 2016 (Indre-et-Loire : +1,67 %, France hors Mayotte : +2,11 %).
| 1793 | 1800 | 1806 | 1821 | 1831 | 1836 | 1841 | 1846 | 1851 |
| ---- | ---- | ---- | ---- | ---- | ---- | ---- | ---- | ---- |
| 494  | 526  | 631  | 581  | 600  | 600  | 565  | 603  | 575  |

| 1856 | 1861 | 1866 | 1872 | 1876 | 1881 | 1886 | 1891 | 1896 |
| ---- | ---- | ---- | ---- | ---- | ---- | ---- | ---- | ---- |
| 580  | 564  | 583  | 536  | 519  | 539  | 545  | 594  | 575  |

| 1901 | 1906 | 1911 | 1921 | 1926 | 1931 | 1936 | 1946 | 1954 |
| ---- | ---- | ---- | ---- | ---- | ---- | ---- | ---- | ---- |
| 539  | 530  | 539  | 503  | 507  | 494  | 452  | 469  | 460  |

| 1962 | 1968 | 1975 | 1982 | 1990 | 1999 | 2006 | 2007 | 2012 |
| ---- | ---- | ---- | ---- | ---- | ---- | ---- | ---- | ---- |
| 440  | 417  | 372  | 404  | 514  | 582  | 695  | 711  | 809  |

| 2017 | 2022 | - | - | - | - | - | - | - |
| ---- | ---- | - | - | - | - | - | - | - |
| 794  | 763  | - | - | - | - | - | - | - |

### Enseignement
Neuillé-le-Lierre se situe dans l'Académie d'Orléans-Tours (Zone B) et dans la circonscription d'Amboise.
L'école élémentaire accueille les élèves de la commune.

## Culture locale et patrimoine

### Lieux et monuments
- Le manoir de Forge a été construit au XVIe siècle, c'est un long bâtiment, à fenêtres ornées de pilastres à chapiteaux Renaissance. Sa moitié sud est en ruines.
- L'église Saint-Pierre : La nef, dont la façade est moderne, a conservé ses murs gouttereaux du XIe siècle, parementés en petit appareil. Chœur du XIIe siècle avec abside semi-circulaire voûtée en cul de four. Elle possède une statue de la Vierge du XIVe siècle. La paroisse formait jusqu'en 1789 un prieuré, cure dépendant de l'abbaye de Saint-Georges-des-Bois dont les titulaires chanoines réguliers de l'ordre de Saint-Augustin furent inhumés dans le chœur. Les traces d'une porte qui a été murée sont visibles sur le mur sud de la nef. Sous l'Ancien Régime, cette ouverture donnait accès au cimetière entourant l'église.  Réfection de son berceau en plein cintre, primitivement en bois au XVIIIe siècle. Elle possède aussi un tableau du Baptême du Christ  de la fin du XVIIIe siècle.
- Bellevue est une demeure du XIXe siècle, qui a appartenu à un grand courtier en vins et maire de Neuillé le Lierre, de grandes caves y sont aménagées. Les initiales "A" et "P" figurant sur les cheminées sont celles de Louise Aubry (28/08/1864- 29/06/1944) et Célestin Proust (02/01/1862-27/01/1920) premiers propriétaires de Bellevue. Leur fille Marcelle a été mariée avec Jules Lanos (07/03/1887- 27/06/1976) maire de Neuillé le Lierre.
- Le château de la Roche s'appelait au XVIe siècle la Roche-Bouteiller ou la Roche-Lopin, et était un fief relevant de Château-Renault. Le logis seigneurial date de cette époque, mais a été très modernisé. Il reste trois tours circulaires ainsi qu'une porte charretière et un guichet.
- Bourot a été reconstruit au XIXe siècle.

### Personnalités liées à la commune
- Robert Quilichini (1912-1979), général français, Compagnon de la Libération[30], est né dans la commune.

### Héraldique
| Blason de Neuillé-le-Lierre | Les armes de Neuillé-le-Lierre se blasonnent ainsi : D’azur à deux fleurs de lis d’or en chef (qui sont de Lavardin) et une étoile de même pointe (qui est de Bridieu), au chef palé d’or et de gueules de six pièces (qui sont d’Amboise). |